# Никола Минчев
Никола Минчев (Кавадарци, 2. новембар 1915 — Скопље, 6. април 1997), учитељ, учесник Народноослободилачке борбе и друштвено-политички радник СФР Југославије и СР Македоније. Од септембра 1968. до 6. маја 1974. године обављао је функцију председника Народне скупштине СР Македоније.

## Биографија
Никола Минчев рођен је 2. новембра 1915. године у Кавадарцима код Велеса. Завршио је учитељску школу. У Народноослободилачку борбу ступио је 1941, а 1942. године постао је члан Комунистичке партије Југославије. За време рата био је један од организатора оружаног устанка у тиквешком крају.
Био је секретар Обласног комитета КПЈ за Кавадарце, командант партизанског одреда „Добри Даскалов“, командант Треће оперативне зоне и члан Главог штаба НОВ и ПО Македоније. Биран је за члана Антифашистичког већа народног ослобођења Југославије на Другом заседању 1943. године и за члана Антифашистичког собрања народног ослобођења Македоније на Првом заседању 1944. године.
После рата, вршио је многе функције:
- повереник за изградњу народне власти Президијума АСНОМ-а
- министар просвете у Влади НР Македоније
- председник Планске комисије и потпредседник Владе НР Македоније
- потпредседник Народног собрања Македоније
- члан Савезног извршног већа
- гененрални директор Савезног завода за привредно планирање
- председник Извршног већа Собрања СР Македоније од 1965. до 1968. године
- председник Народне скупштине СР Македоније од септембра 1968. до 6. маја 1974. године
- члан Председништва СФРЈ од 1971. до 1974. године
- члан Савета федерације до 1983. године

Биран је у Централни комитет и Политбиро Комунистичке партије Македоније, у Централни комитет Савеза комуниста Југославије, у Савезни одбор Социјалистичког савеза радног народа Југославије и за члана Републичке конференције ССРН Македоније. Био је републички и савезни посланик од Првог заседања АСНОМ-а и од Другог заседања АВНОЈ-а.
Умро је 6. априла 1997. године у Скопљу.
Носилац је Партизанске споменице 1941. и других високих југословенских војних и мирнодопских одликовања.